# 記念誌
記念誌（きねんし）とは、大きな出来事があったこと、または周年を迎えたことを記念として作られる書籍。
特に「○○周年記念誌」は、日本では明治期から少しずつ発行されはじめたが、大正期に入って学校や銀行の「創立○○周年記念誌」発行が顕著になった。これは、1872年（明治5年）の学制および国立銀行条例の発布を機に各地に学校と銀行が開設されたことの反映である。
誌面では、写真や発刊者による謝辞を主体に、祝賀の雰囲気や日頃からの感謝の意を表現する。
発刊者は民間企業、医療法人、学校法人関係など多岐にわたる。

## 記念誌の例
- 個人
  - 生誕○○周年記念（還暦、頌寿、白寿）
  - 没後○○周年記念
  - 退官記念
  - ○○賞受賞記念
- 団体
  - ○○株式会社○○周年記念
  - 株式公開記念
  - 本社竣工記念
  - ○○億円達成記念
  - 販売本数○○記念
  - 大型物件完成記念
  - 開業記念